# Sergio Vila-Sanjuán

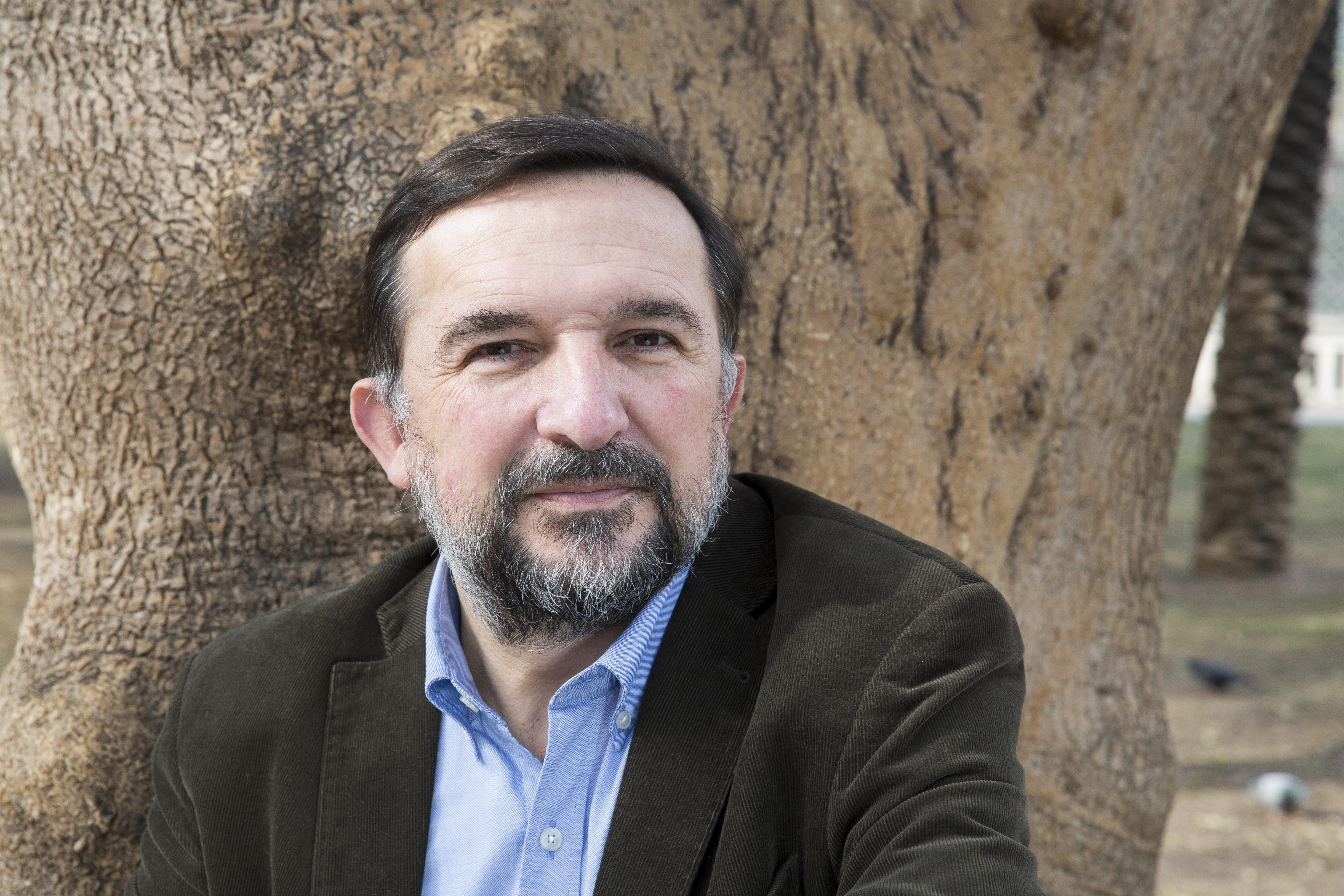
Sergio Vila-Sanjuán

Sergio Vila-Sanjuán Robert (* 1957 in Barcelona, Spanien) ist ein spanischer Journalist und Autor, dessen Muttersprache Katalanisch ist.

## Leben
Vila-Sanjuán begann 1977 als Autor von Artikeln über Kunst und Literatur bei den heute nicht mehr bestehenden Zeitungen El Correo Catalan und El Noticiero Universal. Er arbeitet seit 1997 bei der Tageszeitung La Vanguardia. 2013 ist er der Koordinator der Beilage Cultura/s seiner Zeitung.
1984 schrieb Vila-Sanjuán die erste Monografie über den Maler Miquel Barceló, 1999 war er der Herausgeber eines Sammelbandes über den Realismus in Katalonien. 2003 publizierte er ein Buch über den Literaturbetrieb im demokratischen Spanien, dem sich 2007 ein Buch über die Buchmesse Frankfurt anschloss. In der Folgezeit erschienen 2010 und 2012 zwei Romane. Der letzte mit dem Titel Estaba en el aire wurde 2013 mit dem Premio Nadal, dem spanischen Booker-Preis ausgezeichnet.

## Preise und Auszeichnungen
- 2013: Nadal-Literaturpreis

## Veröffentlichungen
- 1984: Miquel Barceló. Editorial Àmbit.
- 1999: als Herausgeber: Realismo en Cataluña. Editorial Lunwerg.
- 2003: Pasando página. Autores y editores en la España democrática. Ediciónes Destino.
- 2004: Crónicas culturales. Editorial De Bolsillo.
- 2005: zusammen mit Sergi Doria als Herausgeber: Passejades per la Barcelona literària. Editorial Grup 62.
- 2007: El síndrome de Frankfurt. Editorial a Magrana.
- 2010: Una heredera de Barcelona. Ediciónes Destino, ISBN 978-84-233-4224-2.
- 2011: Código best seller. Ediiónes Temas de Hoy, ISBN 978-84-8460-958-2.
- 2012: Estaba en el aire (Es lag in der Luft). Editorial Ancora & Delfin, Barcelona, ISBN 978-84-233-4624-0[1]